# Ver-lès-Chartres
Ver-lès-Chartres is een gemeente in het Franse departement Eure-et-Loir (regio Centre-Val de Loire) en telt 763 inwoners (2005). De plaats maakt deel uit van het arrondissement Chartres.

## Geografie
De oppervlakte van Ver-lès-Chartres bedraagt 9,5 km², de bevolkingsdichtheid is 80,3 inwoners per km².
De onderstaande kaart toont de ligging van Ver-lès-Chartres met de belangrijkste infrastructuur en aangrenzende gemeenten.

## Demografie
Onderstaande figuur toont het verloop van het inwonertal (bron: INSEE-tellingen).

1. ↑  Populations de référence 2022.